# 恩戈齊
恩戈齊是東非國家布隆迪的城市，也是恩戈齊省的首府，位於該國北部，距離與盧旺達接壤邊境15公里，海拔高度1,820米，市內有國家醫院，人口約40,200，是全國第四大城市。
02°54′S 29°50′E / 2.900°S 29.833°E